# Hicaco
Hicaco es un corregimiento del distrito de Soná, en la provincia de Veraguas, República de Panamá. Su creación fue establecida mediante Ley 34 del 10 de mayo de 2012, siendo segregado del corregimiento de Río Grande. Su cabecera es Hicaco.